# The Weekend (Homeland)
"The Weekend" es el séptimo episodio de la primera temporada de la serie de televisión de thriller psicológico Homeland. Se emitió el 13 de noviembre de 2011, en Showtime. El episodio fue escrito por Henry Bromell, y dirigido por Brad Turner.
"Homeland" se centra en torno a un agente de la CIA que está convencido de que (Lewis), un marine americano recientemente rescatado, ha sido convertido por Al-Qaeda. En "The Weekend", Carrie y Brody complican aún más su relación cuando se dirigen al campo para pasar el fin de semana. Jessica (Baccarin), la esposa de Brody y Mike (Klattenhoff) se enfrentan a las consecuencias de la verdad sobre su relación. Mientras tanto, Saul (Patinkin) atrapa a Aileen huyendo a México.
"The Weekend" se emitió por primera vez el 13 de noviembre de 2011, y fue visto por 1.42 millones de hogares en los Estados Unidos. El episodio fue ampliamente elogiado por la crítica.

## Argumento
Aileen (Marin Ireland) intenta huir a México pero es detenida cuando baja del autobús en Nuevo Laredo. Saul (Mandy Patinkin) está allí y pone a Aileen bajo custodia. La lleva en un viaje de 30 horas en auto de regreso a Virginia, con la esperanza de usar ese tiempo para convencerla de que divulgue su papel en el complot terrorista.
Brody (Damian Lewis) explica a Carrie (Claire Danes) que necesita tomarse un poco de tiempo fuera de casa.   Después de parar en un bar y tomar unas copas, Carrie sugiere que vayan a una cabaña en el país que pertenece a su familia. Tienen relaciones sexuales poco después de su llegada y pasan un agradable y romántico día juntos en la cabaña. Ambos parecen estar mucho más cómodos y a gusto el uno con el otro que con cualquier otra persona.
Dana (Morgan Saylor) se emborracha con sus amigos en casa y se cae por la puerta de cristal. Sin Brody, Mike (Diego Klattenhoff) es llamado a ayudar. Repara la puerta mientras Jessica (Morena Baccarin) lleva a Dana al hospital para que le den puntos. Mike y Jessica después expresan cuánto se extrañan el uno al otro, y cuánta agitación ha sido tener a Brody de vuelta en sus vidas. Dana, sin embargo, preferiría que Mike se mantuviera alejado, diciéndole que "no hay lugar para mi padre cuando estás aquí".
Mientras conducen a través del país, Saúl relata a Aileen sus propias experiencias con una estricta educación judía, y sus dificultades matrimoniales, en un intento por lograr que Aileen se abra. A medida que Aileen se siente más cómoda con Saúl, surge el tema de Raqim Faisel. El deseo de Aileen de asegurar un entierro musulmán apropiado para Raqim la obliga a cooperar. Le dice a Saul todo lo que sabe. Saúl llama a Estes (David Harewood) y le dice que el trabajo de Aileen era comprar la casa cerca del aeropuerto y esperar a una visita. El visitante pasó más de una hora en el techo. Estes envía a Gálvez (Hrach Titizian) a la casa para inspeccionar el techo. Descubre que hay una línea de visión directa a una plataforma de aterrizaje para Marine One, el helicóptero del Presidente, y que está dentro del alcance de un experto francotirador.
Carrie y Brody hacen la cena y tienen sexo de nuevo. Durante la noche, Brody tiene una pesadilla. Se despierta gritando "¡Issa! ¡No!" Carrie escucha esto y trata de calmarlo.
A la mañana siguiente, mientras discutimos el desayuno, Carrie se resbala y menciona la marca de té favorita de Brody: Yorkshire Gold. Brody le pregunta cómo sabe el té que bebe y la acusa de espiarlo. Carrie, sabiendo que ha sido atrapada, elige cambiar las tornas; acusa directamente a Brody de ser un agente de al-Qaeda. Brody reacciona con incredulidad y reta a Carrie a que le pregunte lo que quiera. Carrie obliga y interroga a Brody sobre todo su comportamiento sospechoso desde su regreso y los agujeros en su historia. Brody mantiene su inocencia pero hace algunas revelaciones. Admite su conversión al islam y que a menudo reza en su garaje. Dice que el "Issa" que mencionó en su sueño era el nombre de un guardia que lo trataba bien. Golpeó a Walker hasta matarlo, con la opción de matarlo o de que lo matara él mismo. En efecto, había conocido a Abu Nazir, pero se lo ocultó a todo el mundo porque tenía un afecto genuino por el hombre. Sus sospechosos movimientos de los dedos son un movimiento reflexivo que proviene de agarrar cuentas de oración.
Cuando Brody se va, Saul llama a Carrie. Cuenta que Aileen ha identificado a la "visitante" que estaba en el tejado de su casa. Era Tom Walker. No sólo está vivo, sino que es el prisionero de guerra que se convirtió. Al oír esto, Carrie se apresura a pedirle disculpas a Brody. Trata desesperadamente de explicar que, a pesar de sus sospechas, el tiempo que pasaron juntos "fue real". Brody se va, sintiéndose traicionado, y Carrie se reduce a lágrimas. Brody llega a casa esa noche, y mira a su esposa e hijos mientras están en la cama. Se sienta en el salón y empieza a llorar.

## Producción
El episodio fue escrito por la productora consultora Meredith Stiehm, su primer de dos créditos de escritura para la primera temporada. Fue dirigida por el productor ejecutivo Michael Cuesta, el tercero de los cuatro episodios que dirigió en la primera temporada.

## Recepción

### Audiencia
La emisión original tuvo 1.42 millones de espectadores lo que supuso un quinto aumento consecutivo en la audiencia de Homeland semana a semana. Acabaría siendo el segundo episodio mejor valorado de la temporada.

### Crítica
"The Weekend" fue aclamado por la crítica y fue descrito por los creadores de la serie y por Damian Lewis como un episodio de "punto de inflexión".
Matt Zoller Seitz de Salon.com pensó que el episodio fue "tan hábilmente escrito, actuado y dirigido - y tan poco convencional pero elegantemente estructurado - que coqueteó con la perfección". Todd VanDerWerff de The A.V. Club le dio una calificación de "A", y dijo de la conversación final entre Carrie y Brody "perfecto, de principio a fin, y era el tipo de cosas que uno esperaría ver en un final de temporada o en el penúltimo episodio, tan cargado de tensión y revelación era". James Poniewozik de TIME elogió la audacia de la escritura, diciendo que "en este episodio de aturdimiento, Homeland voló su status quo".